# Ligier JS5

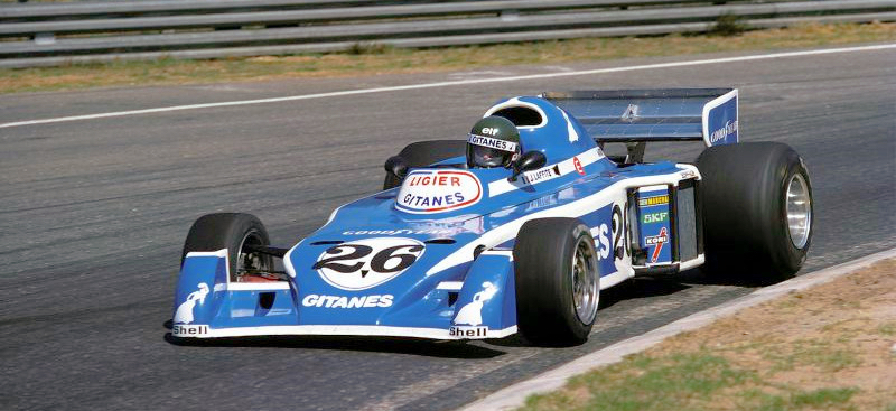
Jacques Laffite im JS5, beim Großen Preis von Italien 1976

Der Ligier JS5 war ein Formel-1-Rennwagen, 1976 gebaut und eingesetzt des französischen Motorsportteams Équipe Ligier.
Der JS5 war der erste Ligier-Formel-1-Rennwagen. Entworfen wurde der Monoposto von Gérard Ducarouge, der vorher bei Matra gearbeitet hatte. Ducarouge entschied sich für ein herkömmliches Monocoque. Der Wagen hatte vorne doppelte Dreiecksquerlenker mit innenliegenden Feder-Dämpfer-Einheiten und hinten obere und untere Querlenker mit außenliegenden Federbeinen und doppelten Querlenkern. Der V12-Motor kam von Matra und leistete 520 PS (382 kW).
Bei der Karosserie ging Ligier jedoch neue Wege. Der Aerodynamiker Robert Choulet entwickelte ein Fahrzeug mit seinen geschwungenen Linien, konkavem Bug und einer extrem hohen Lufthutze. Diese Hutze diente auch dem Hauptsponsor des Ligier-Teams, der Zigarettenmarke Gitanes, als Werbefläche.
Ligier setzte 1976 nur ein Fahrzeug in der Weltmeisterschaft ein, das Jacques Laffite steuerte. Der Wagen gab beim Großen Preis von Brasilien in Interlagos sein Renndebüt. Laffite schied nach Problemen mit der Schaltung aus. Die ersten Punkte holte der schnelle Franzose aber schon mit dem vierten Rang beim dritten Saisonrennen, dem Großen Preis der USA-West in Long Beach. In Belgien und Italien pilotierte Laffite den JS5 jeweils auf Rang 3. Beim Großen Preis von Österreich wurde Laffite, nachdem der das Rennen für einige Runden sogar angeführt hatte, Zweiter und schaffte damit das beste Ergebnis für den JS5.
Insgesamt verlief die erste Saison von Ligier mit dem JS5 in der Formel 1 durchaus erfolgreich und das Team wurde mit 20 Punkten Fünfter in der Konstrukteursmeisterschaft.